# Gainsbourg Confidentiel
Gainsbourg Confidentiel è il quinto album discografico del cantautore francese Serge Gainsbourg, pubblicato nel 1963.

## Tracce
1. Chez les yé-yé – 2:29
2. Sait-on jamais où va une femme quand elle vous quitte – 2:02
3. Le talkie-walkie – 2:02
4. La fille au rasoir – 1:43
5. La saison des pluies – 3:27
6. Elaeudanla Téitéia – 1:38
7. Scenic Railway – 2:32
8. Le temps des yoyos – 2:35
9. Amour sans amour – 2:02
10. No, No Thank's, No – 2:31
11. Maxim's – 1:49
12. Negative Blues – 1:34

## Formazione
- Serge Gainsbourg - voce
- Michel Gaudry - contrabbasso
- Elek Bacsik - chitarra elettrica